# Trận Hà Kiều
Trận Mang Sơn (chữ Hán: 邙山之战, Mang Sơn chi chiến), gọi đầy đủ là trận Hà Kiều, Mang Sơn (河桥,邙山之战, Hà Kiều, Mang Sơn chi chiến), thường gọi là trận Hà Kiều, diễn ra vào năm 538, là trận đánh lớn thứ ba giữa hai nước Đông-Tây Ngụy, kết quả Tây Ngụy tuy chém chết đại tướng Đông Ngụy là Cao Ngao Tào, nhưng không thể giành thêm lợi thế, buộc phải từ bỏ chiến dịch.

## Nguyên nhân và Bối cảnh
Sau trận Sa Uyển, khoảng cách về lực lượng giữa hai nước Đông-Tây Ngụy đã bị thu hẹp đáng kể, quân đội Tây Ngụy dần thoát ra khỏi tình trạng bị động, liên tiếp phát động Đông chinh, thu lấy nhiều vị trí trọng yếu ở Hà Đông (Sơn Tây ngày nay) và Hà Nam, bao gồm cố đô Lạc Dương.
Tháng 7 năm 538 (năm Nguyên Tượng đầu tiên nhà Đông Ngụy, năm Đại Thống thứ 4 nhà Tây Ngụy), Đông Ngụy tiến hành phản công, Đại hành đài Hầu Cảnh, Đại đô đốc Cao Ngao Tào lĩnh binh đi trước vây đánh Kim Dung (một tòa công sự bên ngoài Lạc Dương) , Cao Hoan soái đại quân đi sau. Tướng Tây Ngụy là Độc Cô Tín cố thủ, Hầu Cảnh tung lửa đốt thành, nhà cửa ở Kim Dung 10 phần chỉ còn 2, 3. Tây Ngụy Văn đế Nguyên Bảo Cự đang trên đường đến Lạc Dương bái tế tổ tiên, nghe tin cáo cấp, lập tức cùng thừa tướng Vũ Văn Thái soái đại quân đến cứu; đồng thời mệnh cho bọn Khai phủ nghi đồng tam tư Lý Bật, Xa kỵ đại tướng quân Đạt Hề Vũ soái 1000 kỵ binh đi trước.

## Diễn biến và Kết cục
Tháng 8, bọn Vũ Văn Thái đến Cốc Thành , Lý Bật tung bụi mù lừa giết được tướng Đông Ngụy là Mạc Đa Lâu Thái Văn ở Hiếu Thủy . Bọn Vũ Văn Thái thừa thắng tiến đến bờ đông Triền Thủy (sông này từ tây bắc Lạc Dương, chảy qua nam thành đến đông thành vào Lạc Thủy), bức Hầu Cảnh triệt vây, suốt đêm lui chạy. Vũ Văn Thái soái trăm khinh kỵ đuổi theo đến ven Hoàng Hà, Hầu Cảnh bắc giữ Hà Kiều , nam dựa Mang Sơn  bày trận, cùng quân Tây Ngụy quyết chiến. Trong lúc hỗn chiến, ngựa của Vũ Văn Thái trúng tên lồng lên, hất ông ta ngã xuống đất. Quân Đông Ngụy đuổi đến, những người bên cạnh đều bỏ trốn, đô đốc Lý Mục xuống ngựa, dùng roi quất Vũ Văn Thái, vờ mắng rằng: "Mày là tên lính hồ đồ, Đại hành đài của chúng ta, Vũ Văn Thái đại nhân, đã đi mất rồi, còn ở lại nơi này làm gì?" quân Đông Ngụy tin là thật, bỏ đi nơi khác tìm bắt Vũ Văn Thái. Lý Mục đỡ Vũ Văn Thái lên ngựa, cùng nhau trốn về.
Gặp lúc chủ lực ở phía sau vừa đến, quân Tây Ngụy sĩ khí tăng cao, lập tức quay lại tấn công. Hầu Cảnh vừa thắng trận nên không đề phòng, bị đánh cho đại bại, bỏ chạy về phía bắc. Cao Ngao Tào cậy mình vũ dũng, không xem ai ra gì, giương lọng mở cờ, giục ngựa ra trận, đón đánh quân Tây Ngụy. Vũ Văn Thái lập tức điều động quân đội vây lấy Cao Ngao Tào. Quân Đông Ngụy lại đại bại, Nghi đồng Lý Mãnh, Tây Duyện Châu thứ sử Tống Hiển tử trận, binh sĩ bị bắt 1.5 vạn, chết đuối mấy vạn, chỉ còn Cao Ngao Tào một ngựa chạy thoát đến thành nam Hà Dương. Tướng giữ thành là Bắc Dự Châu thứ sử Cao Vĩnh Nhạc vốn có hiềm khích với ông ta, không chịu mở cửa. Quân Tây Ngụy đuổi kịp, giết chết Cao Ngao Tào .
Vũ Văn Thái thừa thắng tiến đến Mang Sơn, cùng đại quân của Cao Hoan giao chiến. Đôi bên đánh giết từ sáng đến chiều, qua lại mấy chục hiệp, gặp sương mù mờ mịt, quân Tây Ngụy núng thế, cánh phải của Độc Cô Tín, Lý Viễn, cánh trái của Triệu Quý, Di Phong mất liên lạc với Vũ Văn Thái, Ngụy đế nên bỏ quân chạy trước. Hậu quân của Lý Hổ, Niệm Hiền biết được, lập tức lui chạy. Trận tuyến của Tây Ngụy đại loạn, Vũ Văn Thái đành thiêu hủy doanh trại, để Trưởng Tôn Tử Ngạn ở lại giữ Kim Dung, triệt thoái toàn quân về Trường An. Cao Hoan cũng không đuổi theo.

## Đánh giá
Trận này Đông Ngụy tổn thất một lúc mấy viên đại tướng: Mạc Đa Lâu Thái Văn, Cao Ngao Tào, Tống Hiển. Bắc Tề thư chép rằng quân Đông Ngụy giết được hàng vạn tên địch, Chu thư không nhắc gì đến tổn thất của quân Tây Ngụy. Tướng Tây Ngụy là Vương Tư Chính bị trọng thương, bất tỉnh trong trận, đến đêm được bộ hạ cứu về. Trên đường lui quân, Vũ Văn Thái đành phải từ bỏ các nơi Hằng Nông , Lạc Dương đã giành được ở trận Sa Uyển.
Mục tiêu ban đầu của Tây Ngụy là cứu viện Lạc Dương, nhưng sau khi giết được Cao Ngao Tào, Vũ Văn Thái muốn thừa thắng xông lên, rốt cục chỉ là nỗi thất vọng.